# Channewadi, Khanapur
Channewadi là một làng thuộc tehsil Khanapur, huyện Belgaum, bang Karnataka, Ấn Độ.